# Rok 1794
Rok 1794 – trylogia powieściowa Władysława Reymonta. Cykl składa się z trzech części:
- Ostatni Sejm Rzeczypospolitej
- Nil desperandum
- Insurekcja

Opisuje sytuację w Rzeczypospolitej w ostatnich latach jej istnienia. W pozytywnym świetle przedstawiona została drobna i średnia szlachta oraz chłopi i mieszczaństwo, a skrytykowana magnateria. W dziele Reymonta bohaterem insurekcji kościuszkowskiej jest zbiorowość – lud, a powstanie stanowi wspólny wysiłek wszystkich klas społecznych. 

## Historia
Prace nad pierwszą częścią tego dzieła autor rozpoczął w czerwcu 1911, a ukończył w 1912. Pierwotnie powieść składać się miała z dwóch tomów, ale w trakcie tworzenia rozrosła się do trzech. Część drugą Reymont zaczął pisać w 1912, a w 1913 ukazała się w formie książkowej. Tom trzeci ukończony został w 1916.

## Treść
Głównym bohaterem trylogii jest Sewer Zaremba – żołnierz, który złożył dymisję w 1792, gdy władzę przejęła Targowica. Przygotowuje powstanie, przynależąc do tajnej organizacji. Pierwsza część trylogii opisuje Sejm w Grodnie, którego skutkiem było ratyfikowanie postanowienia II rozbioru Polski, w części drugiej jest mowa o przygotowaniu do wybuchu powstania, a część trzecia jest obrazem samej insurekcji.